# Regering-Magnette
De regering-Magnette (22 juli 2014 - 28 juli 2017) was een Waalse Regering onder leiding van Paul Magnette. De regering bestond uit de twee partijen: PS (30 zetels) en cdH (13 zetels).
Deze regering werd gevormd na de Waalse verkiezingen van 2014 en legde op 22 juli 2014 de eed af.  Ze volgde de regering-Demotte II op. Op 19 juni 2017 zegde cdH het vertrouwen in deze regering op als gevolg van de verscheidende schandalen waarbij PS-mandatarissen betrokken waren. CdH ging hierna op zoek naar partners om een nieuwe regering te vormen. In afwachting bleef de regering-Magnette intussen op post, voor de behandeling van de lopende zaken. De val van deze regering leidde niet tot verkiezingen aangezien het Waals Parlement verkozen is voor een legislatuur van vijf jaar.
Op 26 juli 2017 werd aangekondigd dat de regering-Magnette wordt opgevolgd door de regering-Borsus, die op 28 juli 2017 werd geïnstalleerd. Een bestuursakkoord werd afgesloten tussen cdH en MR. Voor het eerst in 30 jaar maakt de PS in deze nieuwe regering geen deel meer uit van de Waalse regering.

## Samenstelling
De regering-Magnette telde acht ministers: vijf voor de PS en drie voor het cdH.
| Naam                          | Naam                        | Partij                          | Partij | Functie en bevoegdheden                                                                                       | Termijn                        |
| ----------------------------- | --------------------------- | ------------------------------- | ------ | --- | ------------------------------ |
|                               | Paul Magnette (1971)        |                                 | PS     | Minister-president                                                                                            | 22 juli 2014 - 28 juli 2017    |
|                               | Maxime Prévot (1978)        |                                 | cdH    | Viceminister-president en Minister Openbare Werken, Gezondheid, Sociale Actie en Erfgoed                      | 22 juli 2014 - 28 juli 2017    |
|                               | Jean-Claude Marcourt (1956) |                                 | PS     | Viceminister-president en Minister Economie, Industrie, Innovatie en Digitalisering                           | 22 juli 2014 - 28 juli 2017    |
|                               | Paul Furlan (1962-2023)     |                                 | PS     | Minister Lokale Besturen, Steden, Huisvesting en Energie                                                      | 22 juli 2014 - 26 januari 2017 |
| Minister Sportinfrastructuren | Paul Furlan (1962-2023)     | 18 april 2016 - 26 januari 2017 | PS     | |                                |
|                               | Carlo Di Antonio (1962)     |                                 | cdH    | Minister Milieu, Ruimtelijke Ordening, Mobiliteit, Transport en Dierenwelzijn Luchthavens (tot 18 april 2016) | 22 juli 2014 - 28 juli 2017    |
|                               | Éliane Tillieux (1966)      |                                 | PS     | Minister Werk en Vorming                                                                                      | 22 juli 2014 - 28 juli 2017    |
|                               | Christophe Lacroix (1966)   |                                 | PS     | Minister Begroting, Ambtenarenzaken en Administratieve Vereenvoudiging                                        | 22 juli 2014 - 28 juli 2017    |
| Minister Energie              | Christophe Lacroix (1966)   | 26 januari 2017 - 28 juli 2017  | PS     | |                                |
|                               | René Collin (1958)          |                                 | cdH    | Minister Landbouw, Natuur, Landelijkheid, Toerisme                                                            | 22 juli 2014 - 28 juli 2017    |
| Minister Sportinfrastructuren | René Collin (1958)          | 22 juli 2014 - 18 april 2016    | cdH    | |                                |
| Minister Luchthavens          | René Collin (1958)          | 18 april 2016 - 28 juli 2017    | cdH    | |                                |
|                               | Pierre-Yves Dermagne (1980) |                                 | PS     | Minister Lokale Besturen, Steden, Huisvesting en Sportinfrastructuren                                         | 26 januari 2017 - 28 juli 2017 |

### Herschikkingen
- Op 18 april 2016 stond minister Carlo Di Antonio (cdH) de bevoegdheid Luchthavens af aan minister René Collin (cdH). Collin stond op zijn beurt de bevoegdheid Sportinfrastructuren af aan minister Paul Furlan (PS).[2]
- Op 26 januari 2017 nam minister Paul Furlan (PS) ontslag wegens het schandaal bij de Luikse intercommunale Publifin.[3] Pierre-Yves Dermagne (PS) volgde hem op als minister van Lokale Besturen, Steden, Huisvesting en Sportinfrastructuren, terwijl minister Christophe Lacroix (PS) de bevoegdheid Energie overnam.

Dehousse I · 
Damseaux · 
Dehousse II · 
Wathelet · 
Coëme · 
Anselme · 
Spitaels · 
Collignon I · 
Collignon II · 
Di Rupo I · 
Van Cauwenberghe I · 
Van Cauwenberghe II · 
Di Rupo II ·
Demotte I ·
Demotte II ·
Magnette ·
Borsus ·
Di Rupo III ·
Dolimont ·